# Bolitoglossa flaviventris
Bolitoglossa flaviventris é uma espécie de anfíbio caudado pertencente à família Plethodontidae, sub-família Plethodontinae.